# Claudio Bunster
Claudio Bunster Weitzman (nacido Claudio Teitelboim Weitzman, en Santiago de Chile, 15 de abril de 1947), es un físico teórico chileno de origen judío.

## Familia y estudios
Es hijo del diplomático Álvaro Bunster y de Raquel Weitzman, esposa del escritor y dirigente comunista Volodia Teitelboim, quien decidió adoptarlo y ocultarle la identidad de su padre biológico hasta después de la muerte de éste. Bunster llevó el apellido de Teitelboim hasta 2005.
Estudió en la Facultad de Ciencias de la Universidad de Chile donde obtuvo el grado de licenciado en ciencias con mención en física en 1969, continuó sus estudios de postgrado en la Universidad de Princeton, donde obtuvo su doctorado en física en 1973. Bunster ha desarrollado investigación de frontera y enseñado en la Universidad de Princeton, en la Universidad de Texas en Austin y ha sido «Long Term Member» del Instituto de Estudios Avanzados de Princeton.

## Carrera profesional y académica
Bunster ha sido director del Centro de Estudios Científicos (CECs) desde su creación en 1984. Originalmente operando desde Santiago, en 2000 este instituto autónomo se trasladó al sur de Chile, a la ciudad de Valdivia, en el paralelo 40S, desde donde la búsqueda se ha ampliado y profundizado en los ámbitos de la vida, nuestro planeta y el cosmos.
Además de su actividad de investigación en física teórica y de su trabajo como Director del CECs, Bunster se ha involucrado en el servicio público. Fue Asesor Científico del Presidente de la República durante el gobierno del Presidente Eduardo Frei Ruiz-Tagle (1994-2000). Durante su gestión como asesor presidencial se establecieron las Cátedras Presidenciales en Ciencia y la Iniciativa Científica Milenio. También fue miembro de la Mesa de Diálogo sobre Derechos Humanos, establecida por el gobierno para enfrentar problemas pendientes de derechos humanos, con participación de civiles y militares.
Bunster se ha involucrado especialmente en incorporar a las fuerzas armadas en el esfuerzo científico, como una manera de fortalecer la democracia a través de la ciencia. Este interés ha llevado a un trabajo conjunto en ciencia entre el CECs, el Ejército, la Armada y la Fuerza Aérea de Chile y distinguidas instituciones extranjeras. Entre los frutos de estas colaboraciones se cuentan varias expediciones sin precedentes a la Antártica, en las que Bunster ha tenido una participación directa.
Obtuvo el Premio Nacional de Ciencias Exactas de Chile en 1995 y fue elegido miembro de la Academia de Ciencias de los Estados Unidos en 2005 e investido Miembro de Honor de los Institutos Solvay de Bruselas en el año 2007. El Premio de Ciencias TWAS-Lenovo, concedido por la Academia Mundial de Ciencias para el avance de la ciencia en los países en desarrollo, el que le fue otorgado en 2013.